# Eteone maculata
Eteone maculata är en ringmaskart som beskrevs av Örsted 1843. Eteone maculata ingår i släktet Eteone och familjen Phyllodocidae. Inga underarter finns listade i Catalogue of Life.